# Migrazione LGBT
La migrazione LGBT o migrazione queer è quel movimento migratorio di persone lesbiche, gay, bisessuali o transessuali, operato tanto a livello nazionale che internazionale, regolarmente in fuga dalla discriminazione sessuale (sessismo), dall'omofobia e dalle situazioni di abuso nei confronti che possono ricevere nei loro paesi d'origine, derivanti dal proprio orientamento sessuale e identità di genere, verso luoghi di maggior accettazione o tolleranza sociale.

## Cause
Ci possono essere diversi motivi per cui le persone LGBT si ritrovino costrette a lasciare il territorio in cui risiedono, tra i quali i più comuni sono: 
- paesi in cui l'omosessualità è illegale, potrebbero pertanto essere oggetto di condanna fino alla pena di morte; cercano pertanto di sollecitare asilo umanitario nel tentativo di passare in altri luoghi più sicuri[2];
- anche in paesi ove l'omosessualità è legale, si possono non incontrare le condizioni ottimali per realizzare i progetti dalla propria vita, con richiesta di legislazioni atte a proteggerli adeguatamente nei loro diritti (per lo più leggi anti-discriminatorie, che permettano la parità anche nel matrimonio tra persone dello stesso sesso, l'unione civile, l'adozione da parte di coppie dello stesso sesso, in modo da eseguire una migrazione volontaria verso paesi che tali diritti li permettono[3];
- giovani non indipendenti economicamente che al momento di fare coming out (volontariamente o involontariamente) vengono espulsi dalle loro case e costretti a cercarsi un altro posto per vivere;
- nelle aree rurali di campagna e nei piccoli centri dove l'omosessualità non è accettata, molte persone scelgono di fare una migrazione interna verso le maggiori città, alla ricerca di una più ampia tolleranza[4];
- allo stesso modo, gli studi hanno dimostrato che all'interno di un paese tendenzialmente migrante gli omosessuali vengono ad incentrarsi nelle zone delle principali aree metropolitane, più popolose, questo anche a causa della comparsa di una cultura LGBT urbana la quale produce una maggior inclusione verso di loro e che accetta la diversità sessuale[5].

## Discriminazione LGBT e tolleranza per regione

### Australia
Agli inizi del '900 l'omosessualità era stata utilizzata anche come uno dei motivi validi per la deportazione in direzione dell'Australia. La nazione ha specificamente consentito l'immigrazione omosessuale fin dal 1980.

### America del Nord
Al principio del XX secolo l'omosessualità era considerata una malattia mentale ed utilizzata quindi per escludere gli omosessuali dalla possibilità di immigrare negli Stati Uniti d'America e in Canada; quest'ultimo paese ha consentito l'immigrazione omosessuale solamente nel 1991.

#### Stati Uniti d'America
Negli USA la legge sull'immigrazione e la nazionalità "Immigration and Nationality Act of 1965" è diventato il primo criterio per impedire esplicitamente ai "deviasti sessuali" di poter entrare nel paese, così come richiesto anche dal "Immigration and Naturalization Service" (il servizio d'immigrazione e naturalizzazione) per espellere tali individui.
La "Lavender scare", a partire dal 1950 negli Stati Uniti e nel Regno Unito, effettuata in parallelo alla campagna anticomunista conosciuta come maccartismo, contribuì a creare ulteriore persecuzione degli omosessuali ed uno spirito di paura per coloro che provavano attrazione nei confronti di persone dello stesso sesso 

#### Messico
In Messico tra il 2002 e il 2007 circa mille persone, per lo più uomini gay, sono entrati nei registri statistici per essere stati uccisi per atti omosessuali: ciò rende il paese al secondo posto al mondo con il secondo più alto tasso di omicidi e crimini omofobici (dopo il Brasile). È stato stabilito che 16 donne siano state assassinate a causa dell'omosessualità tra il 1995 e il 2004.

### Africa
Molti paesi africani puniscono l'omosessualità con la pena di morte, come avviene in Mauritania, Sudan e nel nord della Nigeria, dove lesbiche e gay vengono a volte sottoposti a lapidazione; la persecuzione sessuale istituzionale è anche dilagante in Camerun, Burundi, Ruanda, Uganda e Gambia, mentre lo Zimbabwe ha vietato gli atti omosessuali nel 1995.

#### Uganda
In Uganda "toccare una persona con intento omosessuale" si traduce in una condanna a vita in prigione, e tutte quelle azioni che sono percepite come promozione dell'omosessualità portano ad una condanna di sette anni; tali atti vengono contrastati dalle associazioni per i diritti umani dei gay, assieme alle campagne di sostegno per il sesso sicuro.

#### Sudafrica
Lo stupro correttivo, ovvero la violenza sessuale contro le persone LGBT al fine di "correggere" le loro "patologie", è un fenomeno ben noto in Sudafrica. Questo può essere ulteriormente dannoso, considerando l'alta incidenza di HIV/AIDS in Sudafrica.